# Freeways (videohra)
Freeways je simulační videohra vyvinutá a vydaná kanadským studiem Captain Games. Pro mobilní zařízení byla vydána v září 2017 a pro službu Steam 1. října 2017. 

## Hratelnost
Freeways simuluje řízení dopravy v reálném světě. V každé úrovni se hráč setkává se slepými silnicemi, které je třeba vzájemně propojit. Hráč musí vytvářet silnice a mosty tažením po obrazovce tak, aby je spojil a dokončil tak úroveň. Pokud se doprava ucpe, na obrazovce se objeví nápis „Jammed!“ a hráč musí úroveň začít znovu. Hledání cesty ve Freeways není příliš pokročilé, což vede k situacím, kdy auta mohou jet jinými cestami, než hráč zamýšlel.
Na konci každé úrovně se vypočítá „efektivita“ úrovně na základě toku dopravy, množství betonu použitého na stavbu silnic a složitosti systému, přičemž vyšší skóre znamená lépe navrženou silniční síť. Hráč má na začátku devět úrovní a další úrovně (až 72) se odemykají v průběhu hry.